# Надлопаткова вена
Надлопаткова вена (лат. v. suprascapularis) — формується на верхній поверхні лопатки з дрібних вен. Проходить у лопатоково-ключичному трикутнику (лат. trigonum omoclaviculare) та впадає в зовнішню яремну вену.